# Junge Freiheit
Junge Freiheit (JF), "Libertad Joven", es un semanario alemán de política y cultura establecido en 1986. Se ha descrito como ultraconservador, de derecha, nacionalista y como una "vanguardia" de la "Nueva Derecha". También se le ha calificado como un medio de ultraderecha. Alexander Gauland, cofundador de Alternativa para Alemania, afirmó que "quien quiera entender Alternativa para Alemania debería leer Junge Freiheit".

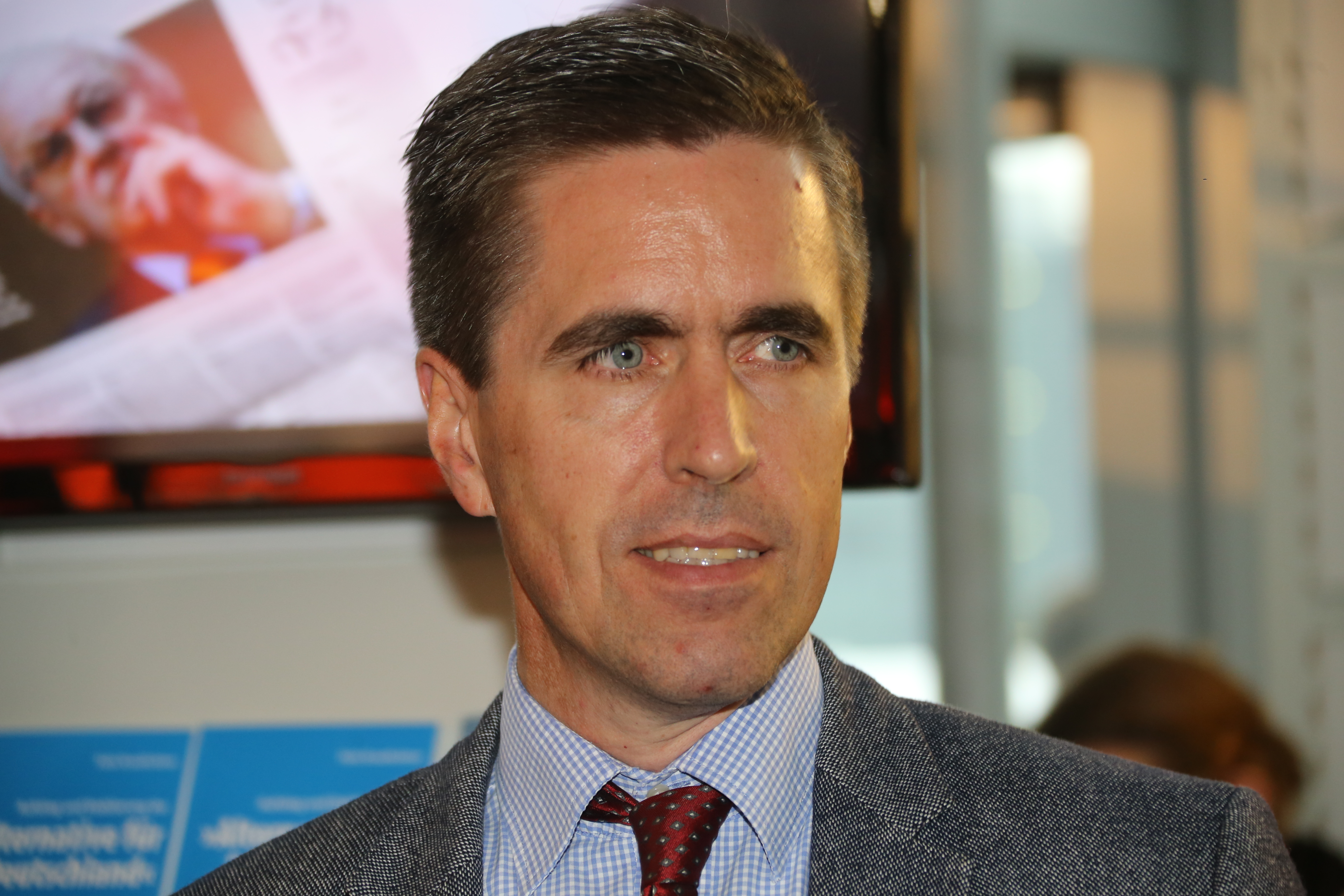
Dieter Stein, fundador y redactor jefe del periódico Junge Freiheit

## Historia
JF fue fundado por estudiantes en Friburgo de Brisgovia en mayo de 1986 por iniciativa de Dieter Stein, de 19 años. Los fundadores describieron el periódico como una reacción al "dominio de la generación izquierdista del 68" entre los docentes universitarios. En 1993, el periódico trasladó su sede a Potsdam, cerca de Berlín, y a Hohenzollerndamm, Berlín, en 1995. En 1994, un sitio de impresión para el JF en Weimar fue incendiado por terroristas de extrema izquierda, con daños por un total de 2.5 millones de marcos. El periódico se mudó a Berlín unos años más tarde, donde se sigue publicando hoy. JF tuvo una circulación de 29,551 emisiones pagadas en el cuarto trimestre de 2019.

## Problemas y estilo
El JF tiene una sección para política, una para cultura y asuntos exteriores; presta menos atención a la economía. Hay un número considerable de opiniones y comentarios, incluidas columnas de opinión semanales. Cada semana, el periódico también realiza una entrevista con un destacado político, autor, científico o artista. 

## Decisión
JF participó en una batalla legal relacionada con la libertad de prensa contra dos oficinas estatales locales para la Protección de la Constitución, en la que el periódico estuvo representado por su abogado y frecuente partidario, el exfiscal general alemán Alexander von Stahl (FDP). Las Oficinas para la Protección de la Constitución en dos estados federales, Renania del Norte-Westfalia y Baden-Württemberg, mencionaron a Junge Freiheit en sus informes anuales de supuestas "actividades anticonstitucionales" entre 1995 y 2005, junto con la mayoría de las publicaciones y organizaciones afiliadas al partido La Izquierda. El periódico demandó con éxito a las autoridades locales de Renania del Norte-Westfalia, y el Tribunal Constitucional Federal de Alemania dictaminó que tal clasificación era inconstitucional en 2005 (el llamado "Caso de informe de la Oficina para la Protección de la Constitución" o "Caso Junge Freiheit")."). 
Desde entonces, el informe de ninguno de los estados ha mencionado el periódico.

## Personal
El fundador y editor en jefe, así como el director gerente de JF es Dieter Stein. 
Sus colaboradores destacados incluyen a Holger Zastrow, Wolf Jobst Siedler, Frederick Forsyth, Alain de Benoist, Paul Gottfried, Elliot Neaman, Rolf Hochhuth, Ralph Raico, Derek Turner, Billy Six, Klaus Rainer Röhl y Fritz Schenk. Entre sus partidarios públicos prominentes también se encuentran Alexander von Stahl y Peter Scholl-Latour. 

## Premio Gerhard Löwenthal
Junto con la "Fundación Alemana para la Educación e Investigación Conservadoras" (Förderstiftung Konservative Bildung und Forschung), Junge Freiheit otorga el Premio Gerhard Löwenthal, un premio bianual para periodistas conservadores.

## Citas
1. ↑  Mudde, Cas (2021) [2019]. La ultraderecha hoy [The Far Right Today]. Barcelona: Paidós. p. 84. ISBN 978-84-493-3783-3.
2. ↑  «Alternative für Deutschland - Journal national».
3. ↑  Dieter Stein: Der vergessene Terror, JF, 4 December 2014
4. ↑  , IVW, 4/2019.
5. ↑  Federal Constitutiona Court of Germany (24 de mayo de 2005). «Order of the First Senate of 24 May 2005 – 1 BvR 1072/01». Consultado el 1 de diciembre de 2015.
6. ↑  Kommers, Donald P.; Miller, Russell A. (2012). The Constitutional Jurisprudence of the Federal Republic of Germany (Third edición). Duke University Press. p. 509.
7. ↑  Alexander von Stahl: Kampf um die Pressefreiheit. Chronologie eines Skandals. Die Verfassungsbeschwerde der Wochenzeitung 'Junge Freiheit' wegen Verletzung der Meinungs- und Pressefreiheit durch Verfassungsschutzberichte des Landes NRW. Reihe Dokumentation, Edition JF, Berlin 2003/2004, Band 5-7
8. ↑  https://jungefreiheit.de/?s=billy+six